# Gante-Wevelgem de 2020
A 82.ª edição da clássica ciclista Gante-Wevelgem (nome oficial em Inglês: Gent-Wevelgem in Flanders Fields) foi uma corrida na Bélgica que se celebrou a 11 de outubro de 2020 com início na cidade de Ypres e final na cidade de Wevelgem sobre um percurso de 232.5 km.
A corrida fez parte do UCI WorldTour de 2020, calendário ciclístico de máximo nível mundial, sendo a décima oitava corrida de dito circuito e foi vencida pelo dinamarquês Mads Pedersen. Completaram o pódio, como segundo e terceiro classificado respectivamente, o francês Florian Sénéchal do Deceuninck-Quick Step e o italiano Matteo Trentin do CCC.
Num princípio estava previsto que a corrida se disputasse a 29 de março, mas devido ao Pandemia de COVID-19, o governo da Bélgica proibiu qualquer evento desportivo em seu território para evitar os contágios, portanto a organização Flanders Classics decidiu cancelar todas as concorrências de ciclismo.

## Equipas participantes
Tomaram parte na corrida 25 equipas: os 19 de categoria UCI WorldTeam e 6 de categoria UCI ProTeam. Formaram assim um pelotão de 170 ciclistas dos que acabaram 95. As equipas participantes foram:
| Equipes WorldTeam (19)- AG2R La Mondiale - Astana - Bahrain McLaren - Bora-Hansgrohe - CCC Team - Cofidis - Deceuninck-Quick Step - EF Pro Cycling - Groupama-FDJ - Israel Start-Up Nation - Lotto Soudal - Mitchelton-Scott - Movistar Team - NTT Pro Cycling - Ineos Grenadiers - Jumbo-Visma - Team Sunweb - Trek-Segafredo - UAE Team Emirates Equipes ProTeam (6)- Alpecin-Fenix - Total Direct Énergie - B&B Hotels-Vital Concept p/b KTM - Bingoal-Wallonie Bruxelles - Circus-Wanty Gobert - Sport Vlaanderen-Baloise |
| |

## Classificação finais
- A classificação finalizou da seguinte forma:[4]

| \| Classificação geral \| Classificação geral \| Classificação geral \| Classificação geral \| Classificação geral \| \| Ciclista \| Ciclista \| Equipe \| Tempo \| \| \| ------------------- \| -------------------- \| --------------------- \| ------------------- \| ------------------- \| \| 1. \| Mads Pedersen \| Trek-Segafredo \| 5h19m20s \| \| \| 2. \| Florian Sénéchal \| Deceuninck-Quick Step \| + 0s \| \| \| 3. \| Matteo Trentin \| CCC Team \| + 0s \| \| \| 4. \| Alberto Bettiol \| EF Pro Cycling \| + 1s \| \| \| 5. \| Stefan Küng \| Groupama-FDJ \| + 3s \| \| \| 6. \| John Degenkolb \| Lotto-Soudal \| + 4s \| \| \| 7. \| Yves Lampaert \| Deceuninck-Quick Step \| + 4s \| \| \| 8. \| Wout van Aert \| Jumbo-Visma \| + 7s \| \| \| 9. \| Mathieu van der Poel \| Alpecin-Fenix \| + 8s \| \| \| 10. \| Dylan Teuns \| Bahrain McLaren \| + 1m40s \| \| \| 11. \| Kasper Asgreen \| Deceuninck-Quick Step \| + 1m56s \| \| \| 12. \| Luke Rowe \| Ineos Grenadiers \| + 1m56s \| \| \| 13. \| Florian Vermeersch \| Lotto-Soudal \| + 1m56s \| \| \| 14. \| Oliver Naesen \| AG2R La Mondiale \| + 2m04s \| \| \| 15. \| Jean-Pierre Drucker \| Bora-Hansgrohe \| + 2m04s \| \| |                      |                       |          |
| |                      |                       |          |
| Fonte: ProCyclingStats |                      |                       |          |
| Classificação geral |                      |                       |          |
| Ciclista | Ciclista             | Equipe                | Tempo    |
| 1. | Mads Pedersen        | Trek-Segafredo        | 5h19m20s |
| 2. | Florian Sénéchal     | Deceuninck-Quick Step | + 0s     |
| 3. | Matteo Trentin       | CCC Team              | + 0s     |
| 4. | Alberto Bettiol      | EF Pro Cycling        | + 1s     |
| 5. | Stefan Küng          | Groupama-FDJ          | + 3s     |
| 6. | John Degenkolb       | Lotto-Soudal          | + 4s     |
| 7. | Yves Lampaert        | Deceuninck-Quick Step | + 4s     |
| 8. | Wout van Aert        | Jumbo-Visma           | + 7s     |
| 9. | Mathieu van der Poel | Alpecin-Fenix         | + 8s     |
| 10. | Dylan Teuns          | Bahrain McLaren       | + 1m40s  |
| 11. | Kasper Asgreen       | Deceuninck-Quick Step | + 1m56s  |
| 12. | Luke Rowe            | Ineos Grenadiers      | + 1m56s  |
| 13. | Florian Vermeersch   | Lotto-Soudal          | + 1m56s  |
| 14. | Oliver Naesen        | AG2R La Mondiale      | + 2m04s  |
| 15. | Jean-Pierre Drucker  | Bora-Hansgrohe        | + 2m04s  |

## UCI World Ranking
A Gante-Wevelgem outorgou pontos para o UCI World Ranking para corredores das equipas nas categorias UCI WorldTeam, UCI ProTeam e Continental. As seguintes tabelas são o barómetro de pontuação e os 10 corredores que obtiveram mais pontos:
| Posição             | 1.º | 2.º | 3.º | 4.º | 5.º | 6.º | 7.º | 8.º | 9.º | 10.º | 11.º | 12.º | 13.º | 14.º | 15.º | 16.º-20.º | 21.º-30.º | 31.º-50.º | 51.º-55.º | 56.º-60.º |
| Classificação geral | 500 | 400 | 325 | 275 | 225 | 175 | 150 | 125 | 100 | 85   | 70   | 60   | 50   | 40   | 35   | 30        | 20        | 10        | 5         | 3         |

| Classificação |                      |                       |        |
| Posição       | Ciclista             | Equipa                | Pontos |
| ------------- | -------------------- | --------------------- | ------ |
| 1.º           | Mads Pedersen        | Trek-Segafredo        | 500    |
| 2.º           | Florian Sénéchal     | Deceuninck-Quick Step | 400    |
| 3.º           | Matteo Trentin       | CCC                   | 325    |
| 4.º           | Alberto Bettiol      | EF                    | 275    |
| 5.º           | Stefan Küng          | Groupama-FDJ          | 225    |
| 6.º           | John Degenkolb       | Lotto Soudal          | 175    |
| 7.º           | Yves Lampaert        | Deceuninck-Quick Step | 150    |
| 8.º           | Wout van Aert        | Jumbo-Visma           | 125    |
| 9.º           | Mathieu van der Poel | Alpecin-Fenix         | 100    |
| 10.º          | Dylan Teuns          | Bahrain McLaren       | 85     |